# Tymolus globosus
Tymolus globosus is een krabbensoort uit de familie van de Cyclodorippidae. De wetenschappelijke naam van de soort is voor het eerst geldig gepubliceerd in 2007 door Spiridonov & Tiirkay.